# داینویل
داینویل (به فرانسوی: Dainville) یک کمون (فرانسه) در فرانسه است که در پا-دو-کاله واقع شده‌است. داینویل ۱۱٫۲۲ کیلومتر مربع مساحت دارد ۸۰ متر بالاتر از سطح دریا واقع شده‌است.